# Open 24 Hours (película)
Open 24 Hours es una película de terror de 2018 escrita y dirigida por Padraig Reynolds .

## Trama
Tras prender fuego a su novio, el asesino en serie James Lincolnfields, el "Rain Ripper", una mujer paranoica y delirante, de nombre Mary está obligada a trabajar como condición de su libertad condicional, y como no puede encontrar trabajo en otro sitio, acepta trabajar en el turno de noche de 10 de la noche a 6 de la mañana en Deer Gas Market. Mary le cuenta a su amiga de la infancia, Debbie, que su novio la llamaba por teléfono cada vez que llovía y ponía "Raindrops" de Dee Clark, y a partir de entonces o durante, asesinaba a alguien. La prensa apodó a Mary "La Vigilante" porque vio cómo asesinaban a algunas de las 35 víctimas de su novio. Sufre repetidas alucinaciones sobre James, que está en la cárcel, que controla con medicación.
En su primer turno conoce a su compañero Bobby, que le enseña sus funciones. Éste se marcha junto con Debbie, a quien un asaltante encapuchado golpea con un martillo en su coche y se la lleva arrastrándola. Un camionero de pacotilla llega e intenta ligar con Mary, y deja deliberadamente su tarjeta de crédito como excusa para volver. Mary empieza a recibir misteriosas llamadas telefónicas de una mujer que le pregunta cuándo cierran. A continuación llega una pareja joven a comprar alcohol y la chica utiliza el retrete exterior y le dice a Mary que no funciona. Al ir a comprobarlo, encuentra el carné de conducir de Debbie en la taza y, a continuación, el retrete se llena de sangre y unos brazos atraviesan la pared detrás de ella intentando agarrarla, pero no es más que otra alucinación. Intenta llamar a Tom, su agente de la condicional, pero no lo consigue.
Bobby vuelve para ver cómo está y ella le cuenta la historia de cómo encontró a las chicas muertas en su sótano y cómo James la mantuvo prisionera, obligándola a ver cómo mataba a sus víctimas. Bobby se marcha, pero su camión se avería y, mientras intenta arreglarlo, el asaltante encapuchado le golpea en la nuca con un martillo.
James llega y dice ser real, diciéndole que la gente morirá y ella lo verá, pero Mary lo refuta ya que estaba alucinando de nuevo y solo era una mujer llegando a comprar gasolina, sin embargo Mary reconoce su voz como la voz del teléfono, y la mujer se revela como la madre de la última víctima de James y la ataca con un cuchillo, tratando de escapar, ella corre a la habitación trasera donde Bobby y Debbie están atados a sillas, pero Tom llega y le dispara en la cabeza, salvando a Mary e informándole de una fuga de la prisión en la que James escapó. James aparece entonces detrás de Tom y lo noquea.
James ata a Mary a una silla y la obliga a ver cómo le abre brutalmente el cráneo a Tom con un mazo y luego asfixia a Debbie con una bolsa de plástico, rocía a Bobby con gasolina y justo cuando está a punto de inmolarlo, regresa el camionero de antes, pero llama a la policía al notar indicios de disturbios. James sale de la habitación para investigar.
Mary consigue liberarse y desata a Bobby, que le dice que un compañero guarda una escopeta en su taquilla, ella consigue recuperarla y cargarla, y esperan a que James regrese para matarlo. El camionero se dirige hacia la trastienda, pero James le atraviesa el cuello con un martillo y Mary le dispara al confundirlo con James. Bobby y Mary salen entonces de la trastienda con la escopeta, pero James corta la corriente y mata a Bobby con el martillo.
Mientras tanto, llega un agente de policía solitario y Mary sale corriendo y se mete en su coche, pero aparece James y asesina al agente con la escopeta. Mary escapa por el bosque y se encuentra con una vieja fábrica de automóviles. James la acecha, pero ella le golpea con una barra de hierro y huye..
De vuelta a la gasolinera, se encierra en el despacho y observa una cabeza de ciervo en la pared. James derriba la puerta y ella le empala con la cornamenta. Ella se desploma contra el escritorio y James se arrastra y le proclama su amor antes de morir, sin embargo, cuando ella se despierta más tarde, James se ha ido. Ella abandona la gasolinera.
La siguiente vez que se ve a Mary es en un nuevo trabajo en una peluquería. Mientras barre, oye un ruido en el exterior. Cuando levanta la vista, la pantalla se queda en negro.

## Producción
Una película de coproducción internacional entre Canadá y Serbia. La película se proyectó en el Fantastic Fest 2018.

## Recepción
La película recibió críticas mixtas de los críticos y actualmente ocupa un 45% en RottenTomatoes .

## enlaces externos
- Open 24 Hours en Internet Movie Database (en inglés).

- Datos: Q106795671